# Nastri d'argento 1992
Els Nastri d'argento 1992 foren la 47a edició de l'entrega dels premis Nastro d'Argento (Cinta de plata) que va tenir lloc el 1992.

## Guanyadors

### Millor director
- Gabriele Salvatores - Mediterraneo
- Marco Ferreri - La casa del sorriso
- Silvano Agosti - Uova di garofano
- Ricky Tognazzi - Ultrà
- Maurizio Nichetti - Volere volare

### Millor director novell
- Antonio Capuano - Vito e gli altri
- Alessandro D'Alatri - Americano rosso
- Italo Spinelli e Paolo Grassini - Roma-Paris-Barcelona
- Maurizio Zaccaro - Dove comincia la notte
- Giulio Base - Crack

### Millor productor
- Nanni Moretti i Angelo Barbagallo - Il portaborse
- Claudio Bonivento - Ultrà
- Ernesto Di Sarro - Volere volare
- Gianni Minervini, Mario Cecchi Gori i Vittorio Cecchi Gori - Mediterraneo
- Mario Orfini - Chiedi la luna

### Millor argument original
- Sandro Petraglia, Andrea Purgatori i Stefano Rulli - Il muro di gomma
- Graziano Diana, Ricky Tognazzi e Giuseppe Manfridi - Ultrà
- Marco Ferreri - La carne
- Enzo Monteleone - Mediterraneo
- Furio Scarpelli e Francesca Archibugi - Cattiva

### Millor guió
- Andrea Barbato i Emidio Greco - Una storia semplice
- Sandro Petraglia, Stefano Rulli i Daniele Luchetti - Il portaborse
- Enzo Monteleone - Mediterraneo
- Massimo Troisi e Anna Pavignano - Pensavo fosse amore invece era un calesse
- Vincenzo Cerami i Roberto Benigni - Johnny Escuradents

### Millor actor protagonista
- Roberto Benigni - Johnny Escuradents
- Silvio Orlando - Il portaborse
- Diego Abatantuono - Mediterraneo
- Sergio Castellitto - La carne
- Claudio Amendola - Ultrà

### Millor actriu protagonista
- Francesca Neri - Pensavo fosse amore... invece era un calesse
- Ida Di Benedetto - Ferdinando, uomo d'amore
- Angela Finocchiaro - Volere volare
- Claudia Cardinale - Atto di dolore
- Giuliana De Sio - Cattiva

### Millor actriu no protagonista
- Ilaria Occhini - Benvenuti in casa Gori
- Maria Mercader - La casa del sorriso
- Chiara Caselli - La domenica specialmente
- Nuccia Fumo - Pensavo fosse amore... invece era un calesse
- Athina Cenci - Benvenuti in casa Gori

### Millor actor no protagonista
- Paolo Bonacelli - Johnny Escuradents
- Giuseppe Cederna - Mediterraneo
- Ennio Fantastichini - Una storia semplice
- Angelo Orlando - Pensavo fosse amore... invece era un calesse
- Giorgio Gaber - Rossini! Rossini!

### Millor banda sonora
- Pino Daniele - Pensavo fosse amore... invece era un calesse
- Antonello Venditti - Ultrà
- Oscar Prudente - Crack
- Manuel De Sica - Volere volare
- Francesco De Gregori - Il muro di gomma

### Millor fotografia
- Pasquale Rachini - Bix
- Alessio Gelsini Torresi - Ultrà
- Luciano Tovoli - El misteri Von Bulow
- Giuseppe Lanci - Johnny Escuradents
- Tony Christiano - Caldo soffocante

### Millor vestuari
- Franca Squarciapino - Cyrano de Bergerac
- Maurizio Millenotti - Donne con le gonne
- Nicoletta Ercole - La casa del sorriso
- Lina Nerli Taviani - Rossini! Rossini!
- Elsa Zamparelli - Ballant amb llops

### Millor escenografia
- Ezio Frigerio - Cyrano de Bergerac
- Carlo Simi - Bix
- Antonello Aglioti - Ferdinando, uomo d'amore
- Dante Ferretti e Francesca Lo Schiavo - Hamlet
- Francesco Frigeri - La puta del rei

### Millor doblatge femení i masculí
- Rossella Izzo - per la veu de Susan Sarandon a Thelma & Louise
- Pino Locchi - per la veu de Charles Bronson a Estrany vincle de sang

### Director del millor curtmetratge
- Flavia Alman i Mario Canali - Enigmatic Ages

### Millor productor de curtmetratge
- Studio Equatore - Anima Mundi

### Millor pel·lícula estrangera
- Mira Nair - Mississippi Masala
- Zhang Yimou - Dà Hóng Dēnglóng Gāogāo Guà
- Joel i Ethan Coen - Barton Fink
- Ridley Scott - Thelma & Louise
- Jonathan Demme - El silenci dels anyells (The Silence of the Lambs)

### Nastro d'Argento europeu
- István Szabó - Cita amb Venus
- Jiří Weiss - Martha et moi
- Ken Loach - Riff-Raff
- Jean-Paul Rappeneau - Cyrano de Bergerac
- Alan Parker - The Commitments